# Liste der Baudenkmale in Meesiger
In der Liste der Baudenkmale in Meesiger sind alle denkmalgeschützten Bauten der Gemeinde Meesiger (Mecklenburg-Vorpommern) und ihrer Ortsteile aufgelistet. Grundlage ist die Veröffentlichung der Denkmalliste des Kreises Demmin mit dem Stand vom 18. Dezember 1996. 

## Baudenkmale nach Ortsteilen

### Meesiger
| ID | Lage    | Bezeichnung                      | Beschreibung | Bild           |
| -- | ------- | -------------------------------- | --- | -------------- |
|    | (Karte) | Kirche mit Grabstele 18./19. Jh. | Spätgotischer Westturm aus Feld- und im Obergeschoss Backstein als ältesten Teil der Kirche mit neuerem, spitzem Turmhelm; einschiffiges Langhaus vom 17. Jahrhundert aus Feldstein mit Fachwerk-Ostwand; Altaraufsatz von um 1700, Kanzel vom Ende des 17. Jh. | Weitere Bilder |
|    |         | Kriegerdenkmal 1914/1918         | |                |
|    | (Karte) | Mühle (Ruine)                    | |                |

## Quelle
- Karte der Baudenkmale im Geoportal des Landkreises

- Karte mit allen Koordinaten:
- OSM |
- WikiMap